# Ghiata
Els ghiata, també ghyata, rhiata o rhyata (amazic: ⵖⵉⵢⴰⵟⵟⴰ, Ɣiyaṭṭa; àrab: غياثة, ḡiyāṯa) són una tribu de parla àrab d'origen amazic del nord-est del Marroc, ocupant una àrea que envolta la ciutat de Taza.

## Geografia
Al llarg de la Carretera Nacional 6 entre Fes i Oujda, el país Ghiata va de Bouhlou fins a Msoun a Taza; controlant així la vall de l'oued Inaouen, o el que s'anomena la bretxa de Taza. El territori al nord de distància a penes, amb prou feines de 2 a 10 km de la llera del riu Inaouen, al sud de la vall, el Ghiata ocupen una gran part de massís de Tazzeka que al costat dels del Beni Ouaraïn.
Aquest territori és molt diversificat, hi ha les verdes valls de l'oued Inaouen, l'oued Dfali i l'oued El Haddar. Però també hi ha un paisatge nu a la plana de Fahama (a l'est de la ciutat de Taza), i també el país prerifeny i el massís Bouchfaâ-Tazekka.

## Història
Segons l'historiador Ibn Khaldun, a la vetlla de la conquesta musulmana del Magrib, nombroses tribus amazigues practicaven el judaisme.
| « | Una part dels berbers professa el judaisme, religió que havien rebut dels seus poderosos veïns, els jueus de Síria. Entre els jueus berbers es van distingir tribu djeraoua que va viure a l'Aurès i a la qual pertanyia Kahina, la dona que va ser assassinada pels àrabs en el moment de la primera invasió. Les altres tribus jueves eren Nefouça, berbers d'Ifrikia, els Fendelaoua, els Mediouna, els Behloula, els Ghiata i els Fazaz. berbers del Maghreb-al-aqsa | » |

Amb l'arribada d'Idris I a l'actual Marroc el 788. fou acollit pels auraba a Volúbilis, qui el van convertir en el seu imam el 789/709. Les altres tribus branes, gomeres i tsoul els seguiren, però no pas els butr comme les meknassa, els zouagha i altres.
El sultà Hassan I va decidir castigar els ghiata que es van negar a pagar els subministraments sol·licitats pel sultà. El 20 de juliol de 1876 va enviar les seves tropes contra la fracció dels ghiata Ahel Shekka però va cometre una errada greu. Les seves tropes van patir una emboscada en terrenys difícils, el sultà va perdre les seves dones, el seu equipatge i la major part del seu equipament.
En 1902 els ghiata van donar el seu suport a Jilali ben Driss Al Yousfi Az-Zerhouni, més conegut amb el sobrenom de rogui Bou Hamara o Bu Hmara (l'Home de la burra) proclamat sultà a Taza, assolint una gran victòria sobre l'expedició enviada pel sultà formada per 15.000 homes el 22 de desembre de 1908.
El territori dels ghiata va ser a poc a poc ocupat per l'exèrcit francès. Des de 1914, el col de Touaher fou pres i després abandonat, fins que fou ocupat de nou en 1916. El coronel Aubert (ascendit a general més endavant) va dirigir una campanya contra els ghiata de setembre a novembre de 1917 que se saldà amb la submissió de la majoria de la fracció ghiata i el control del corredor de Taza pels francesos. Els ghiata foren sotmesos totalment en 1925 després de la campanya de l'exèrcit colonial anomenada "tâche de Taza"

## Fraccions
Actualment, la tribu és composta de les fraccions següents :
- Hel Doula : ocupen les muntanyes de Tazekka, Bab Boudir, Ras el Ma vers el sud de la vila de Taza.
- Hel Oued : ocupen la vall de l'oued Inaouen a una quinzena de kilòmetres de la sortida oest de Taza més enllà del coll de Touaher.
- Beni Oujjan : ocupen la zona al sud de Bab Marzouka.
- Hel Tahar : concentrats al voltant de la vila de Oued Amlil.
- Mterkat : ocupen l'est de la vila de Taza (Gueldaman).
- Beni bouquitoun: ocupen el territori al voltant de la vila de Taza (Sidi Hamou Mftah, Choqqa, Jaâouna, Kardoussa, Asdor…).
- Bechchiyyin : única fracció dels ghiata que encara parla amazic, degut a la seva situació geogràfica en la meitat de l'Atlas Oriental.